# Камфорник джунґарський
Камфорник джунґарський, камфоросма джунгарська (Camphorosma songorica) — вид рослин з родини амарантових (Amaranthaceae), поширений у Молдові, Україні, Казахстані, Росії (південно-західний і західний Сибір).

## Опис
Однорічна рослина 10–30 см заввишки. Листки ниткоподібно-лінійні, напіввалькуваті, тупуваті, з довгими, прямими, віддаленими волосками. Оцвітина густо-волосиста, бічні зубці зближені, війчасто-довго-волосисті; середні заховані під бічними, тупуваті, плівчасті, коротші, без зеленого кінчика.

## Поширення
Поширений у Молдові, Україні, Казахстані, Росії (пд.-зх. і західний Сибір).
В Україні вид зростає на мокрих солончаках, солонцюватих луках — у Лісостепу і Степу, розсіяно.